# Nearco (almirante)
Nearco (grego antigo Νέαρχος, Néarchos), foi um dos oficiais e hetairos de Alexandre, o Grande. Por um tempo sátrapa da Lícia e Panfília, tornou-se navarca - era o título militar dado aos capitães de navios de Guerra na Grécia Antiga - em Esparta, era uma magistratura importante dada ao capitão da frota. Embora também existam navarcos em Atenas - da frota real em 325 a.C. Ele pilotou a expedição entre o Indo e o Eufrates e explorou o Mar de Omã e o Golfo Pérsico. A história desta viagem é bem conhecida graças a Flávio Arriano e Estrabão. Ele é frequentemente descrito, e não apenas em romances, como um marinheiro - pois era originário de Creta, e é conhecido sobretudo por ser o comandante da frota no Oceano Índico - mas na verdade nada sugere que ele tivesse habilidades para o Marinho.

## Nearco, o cretense
Provavelmente originalmente da cidade cretense de Lato, sua família mudou-se para Anfípolis durante o reinado de Filipe II (presumivelmente depois que ele tomou a cidade em 357 a.C.), quando Nearco era adolescente.
Nearco, junto com Ptolomeu, Erígio, Laomedonte e Hárpalo, atuou como "irmão mais velho" de Alexandre, sendo seu mentor e conselheiro. Ele também foi um dos exilados pelo caso Pixódaro, acusado de ter influenciado a decisão de Alexandre. Não sabemos para onde foram esses exilados, mas eles só foram chamados de volta após o assassinato de Filipe e a subsequente coroação de Alexandre.
Plutarco diz que, ao retornar, esses "irmãos mais velhos" foram recebidos com grandes honras. Logo depois, Nearco é ouvido novamente porque Alexandre lhe deu o título de sátrapa da Lícia e Panfília em 334 ou 333 a.C., e foi um dos primeiros a receber esta homenagem. Em 328 a.C. se livrou de sua posição de sátrapa e voltou a se encontrar com Alexandre na Báctria, trazendo-lhe reforços. As fontes não o nomeiam novamente até o Cerco de Aornos, quando Alexandre colocou Nearco no comando de uma missão de reconhecimento, é mencionado que ele estava muito ansioso para descobrir mais sobre elefantes.
Até agora, portanto, Nearco não foi associado de forma alguma ao mar. Não há menção de que ele comandou a frota que levou o exército até o Helesponto, nem há a menor indicação de que ele estava na frota do Egeu antes de Alexandre pedir sua retirada.

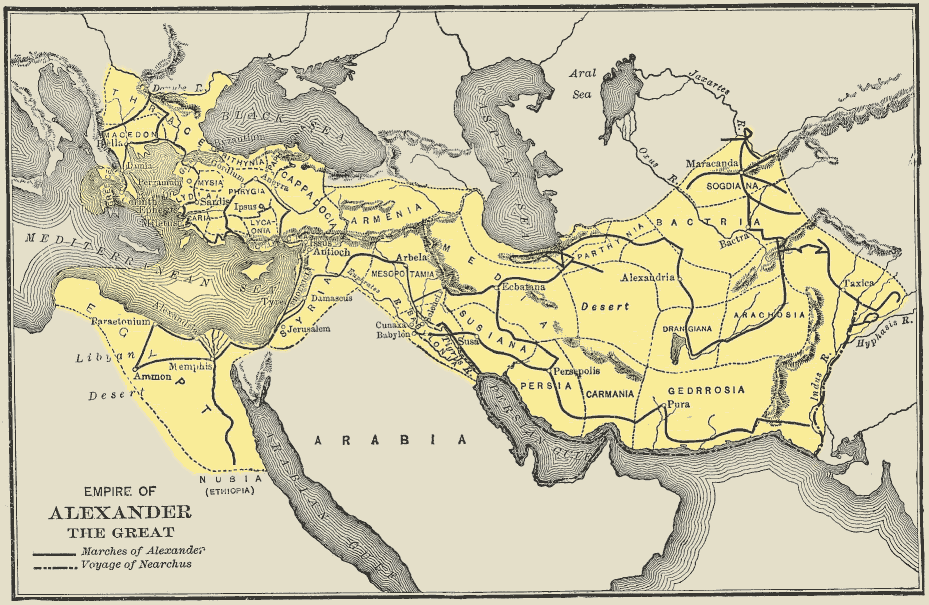
Mapa mostrando as viagens de Nearco e as campanhas de Alexandre até pouco depois de adquirir o Império Persa - de A History of the Ancient World, George Willis Botsford Ph.D., The MacMillan Company, 1913

## A frota Hidaspes
De qualquer forma, em 326 a.C. Nearco foi nomeado almirante da frota que Alexandre construiu no Hidaspes. Deve-se dizer que Nearco colocou dinheiro para pagar os navios e que a maioria dos outros almirantes quase não tinha experiência. Portanto, parece que sua origem cretense não influenciou suas ações.
Durante a viagem a estrutura de alguns navios foi danificada, e Nearco teve que ficar para trás para repará-los, antes de continuar no rio. Ele estava no comando total da frota na viagem do Indo ao Golfo Pérsico, uma viagem que ele registrou inteiramente por escrito (Arriano coletará este "diário de viagem" mais tarde). Ele era o almirante, o comandante da frota, mas isso não exigia grande conhecimento da marinha, de fato, as responsabilidades navais eram apenas Onesícrito.
Depois de muitas aventuras, que ainda podem ser lidas na Indica de Arriano, Nearco chegou à Carmânia, encontrando Alexandre, o Grande, depois que este cruzou o deserto de Gedrósia com consequências desastrosas (diz-se que dois terços de seu exército pereceram na tentativa). Alexandre realizou várias festas em sua homenagem, após o que ele ordenou que ele completasse sua jornada. Nearco foi até o Eufrates antes de encontrar Alexandre novamente em Susa, no início de 324 a.C.

## Campanha frustrada saudita
Nearco foi recompensado pelas façanhas de sua frota. Casou-se com a filha de Barsine e Mentor de Rodes, e recebeu uma coroa em reconhecimento aos seus esforços. Ele então liderou a frota para a Babilônia, onde avisou Alexandre sobre a profecia dos caldeus: ele não deveria entrar na cidade.
Nearco teve um lugar nos últimos planos de Alexandre, pois ele seria almirante da frota de invasão da Arábia, mas esses planos logo desapareceram após a morte do rei.
Em discussões posteriores sobre quem deveria governar o Império, Nearco apoiou Héracles, filho de Barsine e Alexandre, o que é compreensível, já que a amante de Alexandre já era sua sogra. Ele comandou tropas leves apoiando Antígono e foi conselheiro de Demétrio em 313 ou 312 a.C. Não se sabe o que aconteceu com ele depois disso, mas provavelmente se aposentou do serviço para escrever a versão definitiva de seu diário de viagem (já havia escrito outra versão, pois Plutarco conta que a leu para Alexandre), que foi usada por geógrafos posteriores.

## Eponímia
- A cratera lunar Nearch é nomeada em sua memória.